# Brad Smyth
Bradley „Brad“ Smyth (* 13. März 1973 in Ottawa, Ontario) ist ein ehemaliger kanadischer Eishockeyspieler, -trainer und -funktionär, der im Verlauf seiner aktiven Karriere zwischen 1990 und 2013 unter anderem 88 Spiele für die Florida Panthers, Los Angeles Kings, New York Rangers, Nashville Predators und Ottawa Senators in der National Hockey League (NHL) auf der Position des rechten Flügelstürmers bestritten hat. Darüber hinaus absolvierte Smyth über 700 Partien in der American Hockey League (AHL), wo er im Jahr 2019 in die AHL Hall of Fame aufgenommen wurde, und verbrachte drei Spielzeiten bei den Hamburg Freezers in der Deutschen Eishockey Liga (DEL).

## Karriere
Smyth begann seine Karriere 1990 bei den London Knights in der kanadischen Juniorenliga Ontario Hockey League (OHL), für die er drei Spielzeiten lang auf dem Eis stand. Vor seiner Verpflichtung durch die Florida Panthers aus der National Hockey League (NHL) zur Saison 1995/96 war er außerdem für die Cincinnati Cyclones in der International Hockey League (IHL) sowie für die Springfield Falcons in der American Hockey League (AHL) aktiv.

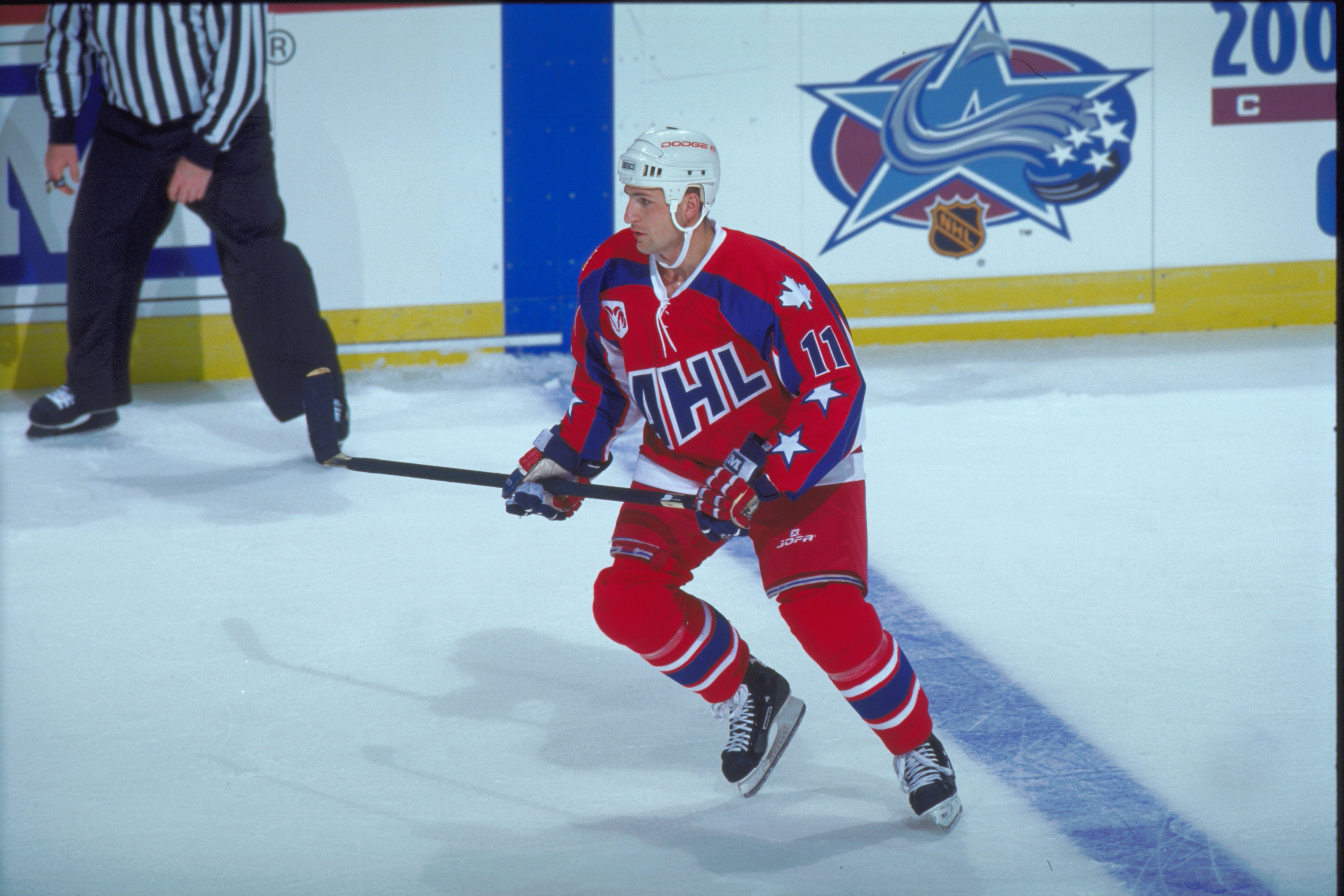
Smyth beim AHL All-Star Classic 2001

Für die Panthers absolvierte der Rechtsschütze bis 1998 15 NHL-Spiele, danach wechselte er zu den Los Angeles Kings. Weitere Stationen in der höchsten nordamerikanischen Profiliga waren die New York Rangers, Nashville Predators und Ottawa Senators. In all seinen Jahren bei diesen Teams gelang es Smyth jedoch nicht, den absoluten Durchbruch zu schaffen, sodass er die meiste Zeit bei tiefklassigeren Farmteams in IHL und AHL auf dem Eis stand. Sein größter Erfolg dort war der Gewinn des Calder Cup, der Meisterschaft der AHL, mit den Hartford Wolf Pack im Jahr 2000. Zudem verbrachte der Kanadier eine Spielzeit bei Oulun Kärpät in der finnischen SM-liiga, mit denen er im Jahr 2014 finnischer Meister wurde.
Vor der Saison 2006/07 wechselte Brad Smyth von Hartford zu den Hamburg Freezers, schon in seiner ersten Saison absolvierte der rechte Flügelstürmer alle 52 Saisonspiele und erzielte dabei 23 Tore bei 36 Assists. Damit war Smyth mit 59 Punkten der dritterfolgreichste Scorer der Vorrunde und wurde als bester Neuimport der Liga geehrt. Beim DEL All-Star Game 2007 wurde der Kanadier des Weiteren zum Most Valuable Player des Team Nordamerika gewählt. Zur Saison 2009/10 wechselte Smyth zum KHL Medveščak Zagreb, wo er eine Saison in der österreichischen Erste Bank Eishockey Liga (EBEL) spielte. Im Oktober 2010 unterschrieb er einen Kontrakt bei den Belfast Giants aus der britischen Elite Ice Hockey League (EIHL). Nach zwei Monaten entschied er sich im Dezember 2010 zum SHC Fassa in die italienische Serie A1 zu wechseln. Zur Saison 2011/12 wurde der Kanadier vom französischen Erstligisten HC Morzine-Avoriaz verpflichtet.
Für die Spielzeit 2012/13 unterzeichnete er einen Vertrag bei den Denver Cutthroats aus der Central Hockey League (CHL). Im Sommer 2013 beendete der Kanadier seine Karriere und arbeitete während der Saison 2013/14 in Doppelfunktion als Co-Trainer und Assistenz-Sportdirektor für den Verein. Als Konsequenz aus dem sportlichen Erfolg der Mannschaft sowie der Beförderung des Cheftrainers Derek Armstrong trat Smyth im Sommer 2014 dessen Nachfolge an und erhielt außerdem den Posten als Director of Hockey Operations. Durch die Auflösung des Franchises im August 2014 endete das Engagement jedoch.
Im Jahr 1996 war Brad Smyth zudem in der Roller Hockey International, der höchsten nordamerikanischen Inlinehockey-Liga, für die Ottawa Loggers aktiv.

## Erfolge und Auszeichnungen
| - 1996 Bester Torschütze der AHL - 1996 Les Cunningham Award - 1996 John B. Sollenberger Trophy - 1996 AHL First All-Star Team - 2000 Calder-Cup-Gewinn mit dem Hartford Wolf Pack - 2001 Teilnahme am AHL All-Star Classic | - 2001 Bester Torschütze der AHL - 2001 AHL First All-Star Team - 2002 AHL First All-Star Team - 2004 Finnischer Meister mit Oulun Kärpät - 2007 Teilnahme am DEL All-Star Game - 2019 Aufnahme in die AHL Hall of Fame |

## Karrierestatistik
(Legende zur Spielerstatistik: Sp oder GP = absolvierte Spiele; T oder G = erzielte Tore; V oder A = erzielte Assists; Pkt oder Pts = erzielte Scorerpunkte; SM oder PIM = erhaltene Strafminuten; +/− = Plus/Minus-Bilanz; PP = erzielte Überzahltore; SH = erzielte Unterzahltore; GW = erzielte Siegtore; 1 Play-downs/Relegation; Kursiv: Statistik nicht vollständig)